# Alexandre-Ferdinand Nguendet
Alexandre-Ferdinand Nguendet é um político centro-africano que foi presidente interino do país durante um curto período, em janeiro de 2014.